# Jack White (racerförare)
Jack White, född 14 maj 1920 i Lockport i New York i USA, död där 23 november 1988, var en amerikansk racerförare. 
White gjorde Nascar-debut 29 år gammal och tävlade huvudsakligen i Nascar Strictly Stock Series och Nascar Grand National Series (bägge nuvarande Nascar Cup Series) 1949-1951. White vann under sin karriär ett Nascar-lopp på tolv starter. Han var en av pionjärerna inom Nascar-racingen och segrade i det femte racet säsongen 1949 som kördes 18 september på Hamburg Speedway.

## Resultat
| År      | Starter | Vinster | Top-5 | Top-10 | Pole | Varv | Prispengar ($) | Placering | Poäng |
| ------- | ------- | ------- | ----- | ------ | ---- | ---- | -------------- | --------- | ----- |
| 1949    | 1       | 1       | 1     | 1      | 0    | 66   | 1 580          | 18        | 200   |
| 1950    | 7       | 0       | 1     | 2      | 0    | 0    | 525            | 25        | 211,5 |
| 1951    | 4       | 0       | 0     | 0      | 0    | 0    | 85             | 39        | 360,5 |
|         |         |         |       |        |      |      |                |           |       |
| Totalt  | 12      | 1       | 2     | 3      | 0    | 66   | 2190           |           |       |
| Källor: |         |         |       |        |      |      |                |           |       |